# Tunnel van Duresse
De tunnel van Duresse (ook wel tunnel van Fleury genoemd) is een spoortunnel in Hoei. De tunnel heeft een lengte van 175 meter. De enkelsporige spoorlijn 126 gaat door deze tunnel.
De tunnel snijdt een meander van de rivier de Hoyoux af en gaat door de berg Tier de Duresse. Dit deel van de spoorlijn 126 is nog steeds in gebruik voor treinverkeer van en naar de staalfabriek van Delloye-Matthieu (nu onderdeel van de groep Cockerill-Sambre) in Marchin.